# Errevet
Errevet é uma comuna francesa na região administrativa de Borgonha-Franco-Condado, no departamento de Alto Sona. Estende-se por uma área de 3,28 km². Em 2010 a comuna tinha 258 habitantes (densidade: 78,7 hab./km²).